# ゲロラ・シュリーヴィジャヤ・スタジアム
ゲロラ・シュリーヴィジャヤ・スタジアム（英: Gelora Sriwijaya Stadium、又の名をジャカ・バリン・スタジアム）は、インドネシア・パレンバンのジャカ・バリン・スポーツシティ・コンプレックス内にある多目的スタジアムである。建設された当初はジャカ・バリン・スタジアムと命名されたが、後に14世紀まで権勢を誇ったシュリーヴィジャヤ王国の名を冠してゲロラ・シュリーヴィジャヤ・スタジアムと改称された。

## 概要
主にサッカーの試合に用いられる。インドネシア国内では、ジャカルタにあるゲロラ・ブン・カルノ・スタジアム、サマリンダにあるウタマ・パララン・スタジアム、スラバヤにあるゲロラ・ブン・トモ・スタジアムに次ぐ四番目に大きいスタジアムである。リーガ・インドネシアに所属するスリウィジャヤFCがホームスタジアムとして使用している。
収容人数は43,103人。2007年にはAFCアジアカップ2007の会場として使用されグループステージの会場となった他、3位決定戦である日本代表対韓国代表の試合が開催された。2010年には東南アジアサッカー選手権の会場となった。2011年には東南アジア競技大会のメイン会場として使用された。